# シャボン玉プレゼント
『シャボン玉プレゼント』（シャボンだまプレゼント）は、1971年7月5日から1986年3月28日まで、朝日放送（ABCテレビ）の制作により、TBS系列とテレビ朝日（1977年3月31日まではNETテレビ）系列で、いずれも平日（月曜日から金曜日）の13:00 - 13:15（JST）に放送されていた音楽バラエティ番組である。制作局の朝日放送では、1971年7月5日から1986年3月28日まで放送されていた。牛乳石鹸共進社の一社提供で放送されていたが、末期は同社をメインとした積水化学や日本文化センターなどの複数社提供に変更されていた。なお、この番組の終了をもって、牛乳石鹸はドラマ枠を含め21年余にわたった13時台の帯番組の協賛を降りている。

## 概要
番組タイトルは石鹸メーカーがスポンサーの番組であることから、その石鹸を泡立てると出てくる「シャボンの泡」ではなく、石鹸水からできる「シャボン玉」と提供番組の英語名「presents」の造語から名付けられた。
開始当初はTBS系列で放送されていたが、1975年3月、朝日放送と毎日放送（MBS）とのネット交換（腸捻転解消）にともない、NET（現・テレビ朝日）系列での放送に移行した。司会は横山やすし・西川きよし（やすしは1977年春から担当）が務めていたが、1980年代初頭の漫才ブームの全盛期には、当時、牛乳石鹸のCMに出演していたザ・ぼんちも司会陣に加わり、やす・きよとの交互司会となった。番組は ABCホール（2代目）で公開形式で収録されたが、まれに系列局の協力で地方からの公開収録を行うことがあった。また、1年に1 - 2回程度、「○○ショー」と銘打ち、人気歌手が一日ないし一週間にわたって出演する場合があり、その際も基本的にやす・きよが登場し、場合によっては出演した歌手が司会を兼任した。
また、番組末期まで、牛乳石鹸の一社提供で放送されたため、裏番組のスポンサーを務めた花王やライオン、資生堂などのライバル企業のCMに起用されていた歌手は、人気があっても出演できなかった。
本番組は、在阪局制作の歌番組として現在でも珍しい存在の番組だが、本番組が放送された時期はVTRがテープ・機器とも高価だったうえ、著作権法等の絡みで番組の資料保存が現在ほど安易に行えず、加えて放送時間も15分と短かったことなどにより、腸捻転時代を含め1970年代までのVTRは、少なくとも朝日放送局内及び関連会社（ABCリブラなど）はもとより、外部も含めてほぼ残っていない。二次利用された例として判明しているところでは、岡村孝子が当時近鉄の現役選手だった石井浩郎との婚約を発表した1996年にテレビ朝日『サンデージャングル』（中居正広司会）で岡村の特集が組まれた際、“あみん”として出演し、「待つわ」を歌唱しているVTRが使われた程度である。
番組は1986年3月28日まで14年9カ月続いたが、2010年1月に『上沼恵美子のおしゃべりクッキング』が当該枠における放送年数最長記録を更新した。

## 歴代司会者
- 西川きよし（単独） - 1971年7月-1972年3月
- 西川きよし・西川ヘレン - 1972年4月-1974年3月、1975年1月-1976年3月
- 西川きよし・風吹ジュン[注釈 6] - 1974年4月-12月
- 西川きよし・海原千里・万里（姉妹漫才コンビ。妹の千里は現在の上沼恵美子） - 1976年4月-1977年3月（千里の結婚・休業により降板）
- 横山やすし・西川きよし - 1977年4月-1986年3月
- ザ・ぼんち（ぼんちおさむ・里見まさと） - 1981年4月-1983年3月（やすきよと隔週交代で担当）
- オール阪神・巨人 （ザ・ぼんちが降板した1983年春以降、不定期（基本的にやすきよがスケジュール都合で収録に参加できない場合）に代役司会を度々担当）

### 演奏
- 指揮：藤原陽一郎
- 演奏：白井克治とニュー・ソニック
- コーラス：シュアー

## 歴代オープニング
初代（第1回放送 - 在阪準キー局のネットチェンジ直前くらいまで?）
ブルーバックに「提供<当社シンボル（乳牛）マーク>牛乳石鹸」が映し出され、「モーォゥ!モーォゥ!」と乳牛の鳴き声が出た後、楽器をメインとしたアニメーションが映し出され、出演者やスタッフがテロップされたが、提供読み上げは無かった。テーマ曲の作曲は、小坂務（歌手小坂明子の父）。
NETへのネットチェンジ後も使われた。
2代目
タイトルロゴが描かれたガラスが映し出され、やはり乳牛の鳴き声が2回出た。その後、リハーサルの模様や本番に向かう出演者・ゲストをバックにして提供テロップが映し出され、「豊かな泡立ちの牛乳石鹸の提供でお送りします」という朝日放送女性アナによるコメントが流れた。
3代目（1985年秋から）
この頃から牛乳石鹸をはじめとする複数社提供に。シャボン玉が飛んでいる風景をバックにタイトルロゴが出て、当日の内容をハイライトで紹介。やはり乳牛の鳴き声が2回出た。その後、提供テロップ&コメント「牛乳石鹸と、ご覧のスポンサーの提供でお送りします」 オープニング用の音楽が新たに作られた。
4代目（1986年明け～最終回）
ステージにいる司会者がミニ漫才をした後に「シャボン玉プレゼント」とタイトルコール。やはり乳牛の鳴き声が2回出た。その後、提供テロップ&コメントが出た（内容は不変）。

牛乳石鹸一社提供番組は、『シャボン玉ホリデー』（日本テレビ）以降、原則として乳牛の鳴き声が使われていたが、1973年頃以降開始の番組では使用されなくなったため、この番組が最も長い期間、乳牛の鳴き声が放送された。

## 主なコーナー
- ゲストの歌（通常1回の放送につき2組2曲、日によってワンマンショーを設定）。
- コント・シャボン玉劇場 ほか

コントに替えて、大喜利コーナーやテーマに沿ったトークショーを繰り広げる回もあった。

## 放映ネット局

### TBS系列時代
TBS系列時代には、13:00 - 13:15の局（西日本と北日本中心）と13:30 - 13:45の時差ネット局（東日本中心）でネット局が振り分けられていた。
※系列は放送当時のもの。
太字は、TBS系列時代に非ネットであった香川県を除いて、制作局・朝日放送を含めて腸捻転解消後もそのままネットを継続した地域。
| 放送対象地域  | 放送局       | 系列                                 | 放送時間                                                            | 備考 |
| ------------- | ------------ | ------------------------------------ | ------------------------------------------------------------------- | --- |
| 近畿広域圏    | 朝日放送     | TBS系列                              | 13:00 - 13:15 （『花王 愛の劇場』は 13:15 - 13:45に時差ネット）     | 制作局 現：朝日放送テレビ                                                                                    |
| 北海道        | 北海道放送   | TBS系列                              | 13:00 - 13:15 （『花王 愛の劇場』は 13:15 - 13:45に時差ネット）     | 朝日放送から事前に裏送りを受け、自社で送り出し                                                               |
| 青森県        | 青森テレビ   | NETテレビ系列 TBS系列                | 13:00 - 13:15 （『花王 愛の劇場』は 13:15 - 13:45に時差ネット）     | 朝日放送から事前に裏送りを受け、自社で送り出し 放送当時はクロスネット局だったうえ、JNNには番販で参加していた |
| 岩手県        | 岩手放送     | TBS系列                              | 13:00 - 13:15 （『花王 愛の劇場』は 13:15 - 13:45に時差ネット）     | 朝日放送から事前に裏送りを受け、自社で送り出し 現：IBC岩手放送                                               |
| 宮城県        | 東北放送     | TBS系列                              | 13:00 - 13:15 （『花王 愛の劇場』は 13:15 - 13:45に時差ネット）     | 朝日放送から事前に裏送りを受け、自社で送り出し                                                               |
| 新潟県        | 新潟放送     | TBS系列                              | 13:00 - 13:15 （『花王 愛の劇場』は 13:15 - 13:45に時差ネット）     | 朝日放送から事前に裏送りを受け、自社で送り出し                                                               |
| 中京広域圏    | 中部日本放送 | TBS系列                              | 13:00 - 13:15 （『花王 愛の劇場』は 13:15 - 13:45に時差ネット）     | 現：CBCテレビ TBSなどの時差ネット局への送出局                                                                |
| 石川県        | 北陸放送     | TBS系列                              | 13:00 - 13:15 （『花王 愛の劇場』は 13:15 - 13:45に時差ネット）     | |
| 島根県 鳥取県 | 山陰放送     | TBS系列                              | 13:00 - 13:15 （『花王 愛の劇場』は 13:15 - 13:45に時差ネット）     | 1972年9月21日までの放送免許エリアは島根県のみ                                                                |
| 岡山県        | 山陽放送     | TBS系列                              | 13:00 - 13:15 （『花王 愛の劇場』は 13:15 - 13:45に時差ネット）     | 現：RSK山陽放送 当時の放送免許エリアは岡山県のみ                                                             |
| 広島県        | 中国放送     | TBS系列                              | 13:00 - 13:15 （『花王 愛の劇場』は 13:15 - 13:45に時差ネット）     | |
| 山口県        | テレビ山口   | TBS系列 フジテレビ系列 NETテレビ系列 | 13:00 - 13:15 （『花王 愛の劇場』は 13:15 - 13:45に時差ネット）     | |
| 福岡県        | RKB毎日放送  | TBS系列                              | 13:00 - 13:15 （『花王 愛の劇場』は 13:15 - 13:45に時差ネット）     | |
| 長崎県        | 長崎放送     | TBS系列                              | 13:00 - 13:15 （『花王 愛の劇場』は 13:15 - 13:45に時差ネット）     | |
| 熊本県        | 熊本放送     | TBS系列                              | 13:00 - 13:15 （『花王 愛の劇場』は 13:15 - 13:45に時差ネット）     | |
| 大分県        | 大分放送     | TBS系列                              | 13:00 - 13:15 （『花王 愛の劇場』は 13:15 - 13:45に時差ネット）     | |
| 宮崎県        | 宮崎放送     | TBS系列                              | 13:00 - 13:15 （『花王 愛の劇場』は 13:15 - 13:45に時差ネット）     | |
| 鹿児島県      | 南日本放送   | TBS系列                              | 13:00 - 13:15 （『花王 愛の劇場』は 13:15 - 13:45に時差ネット）     | |
| 沖縄県        | 琉球放送     | TBS系列                              | 13:00 - 13:15 （『花王 愛の劇場』は 13:15 - 13:45に時差ネット）     | |
| 関東広域圏    | 東京放送     | TBS系列                              | 13:30 - 13:45 （30分遅れ・ 『花王 愛の劇場』の 後続番組として放送） | 現：TBSテレビ                                                                                                |
| 山梨県        | テレビ山梨   | TBS系列                              | 13:30 - 13:45 （30分遅れ・ 『花王 愛の劇場』の 後続番組として放送） | |
| 長野県        | 信越放送     | TBS系列                              | 13:30 - 13:45 （30分遅れ・ 『花王 愛の劇場』の 後続番組として放送） | |
| 静岡県        | 静岡放送     | TBS系列                              | 13:30 - 13:45 （30分遅れ・ 『花王 愛の劇場』の 後続番組として放送） | |

なお、TBS系列加盟局でも、福島テレビ（現在はFNN・FNS単独加盟）とテレビ高知は非ネットであった。
この由縁は牛乳石鹸提供枠が『ナショナル劇場』の1時間枠拡大に伴い1964年1月から放送時間がそれまでの月曜20時台前半から月 - 金曜13時台の帯ベルト放送に変更されたことや、当時はクロスネット局が多く、ネット回線の容量も少なかったことから取られた措置と思われ、腸捻転解消前まで続いていたと思われる。

### NETテレビ→テレビ朝日系列時代
『シャボン玉プレゼント』は1975年3月28日、TBS系列での放送を終え、同年3月31日にNETテレビ系列でのネットに変更した。
※系列は放送当時のもの。
太字は、制作局・朝日放送を含む腸捻転解消当初のネット局。
| 放送対象地域          | 放送局             | 系列                                         | 放送時間      | 備考 |
| --------------------- | ------------------ | -------------------------------------------- | ------------- | --- |
| 近畿広域圏            | 朝日放送           | テレビ朝日系列                               | 13:00 - 13:15 | 制作局 現：朝日放送テレビ                                                                                                  |
| 関東広域圏            | テレビ朝日         | テレビ朝日系列                               | 13:00 - 13:15 | 1977年3月まではNETテレビ                                                                                                   |
| 北海道                | 北海道テレビ放送   | テレビ朝日系列                               | 13:00 - 13:15 | |
| 宮城県                | 東日本放送         | テレビ朝日系列                               | 13:00 - 13:15 | 1975年10月開局から、半年ぶりに復活                                                                                         |
| 福島県                | 福島放送           | テレビ朝日系列                               | 13:00 - 13:15 | 1981年10月開局から 開局と同時に福島県では初ネット                                                                          |
| 新潟県                | 新潟テレビ21       | テレビ朝日系列                               | 13:00 - 13:15 | 1983年10月開局から、8年半ぶりに復活                                                                                        |
| 長野県                | テレビ信州         | テレビ朝日系列 日本テレビ系列                | 13:00 - 13:15 | 1980年10月開局から、5年半ぶりに復活                                                                                        |
| 静岡県                | 静岡けんみんテレビ | テレビ朝日系列                               | 13:00 - 13:15 | 現：静岡朝日テレビ、1979年7月から、4年3か月ぶりに復活                                                                      |
| 中京広域圏            | 名古屋テレビ       | テレビ朝日系列                               | 13:00 - 13:15 | |
| 岡山県                | 岡山放送           | フジテレビ系列 テレビ朝日系列                | 13:00 - 13:15 | 当時の放送免許エリアは岡山県のみ 1979年4月の岡山・香川の電波相互乗り入れまで                                               |
| 広島県                | 広島ホームテレビ   | テレビ朝日系列                               | 13:00 - 13:15 | |
| 香川県 →香川県 岡山県 | 瀬戸内海放送       | テレビ朝日系列                               | 13:00 - 13:15 | 腸捻転解消と同時に香川県では初ネット 1979年3月までの放送免許エリアは香川県のみ 1979年4月の電波相互乗り入れで岡山県でも放送 |
| 福岡県                | 九州朝日放送       | テレビ朝日系列                               | 13:00 - 13:15 | |
| 鹿児島県              | 鹿児島テレビ放送   | フジテレビ系列 日本テレビ系列 テレビ朝日系列 | 13:00 - 13:15 | 1982年9月まで |
| 鹿児島県              | 鹿児島放送         | テレビ朝日系列                               | 13:00 - 13:15 | 1982年10月開局から |

NETテレビ系列（現：テレビ朝日系列）に移行してから10か月後の1976年2月2日からテレビ朝日制作『徹子の部屋』の放送を開始したため、以降は当該枠と『徹子の部屋』が連結され、さらに前座のワイドショー枠と合わせてテレビ朝日系列平日お昼の3本柱が形成されるようになった（つまり本番組はその中間に挟まれ、いわゆる「通り抜け番組」と化した）。また、腸捻転解消まで『シャボン玉プレゼント』をネットしていたTBS系列では、ネットチェンジから半年後の1975年9月29日から本番組と同じ牛乳石鹸の一社提供によるTBS制作の帯番組『シャボン玉こんにちは』を新たにスタートさせた。因みに『シャボン玉こんにちは』はこの番組の制作局・朝日放送のある近畿広域圏では毎日放送にてTBSと同時ネットで放送されていたことになる。
朝日放送では、毎年夏の全国高校野球選手権大会中継の時期に入ると、第1 - 3回戦までは一度中継から抜けて本番組を優先したものの、準々決勝・準決勝の試合がある日は朝日放送に限り、後刻に臨時枠移動とし、それ以外のテレビ朝日系列フルネット局各局では本来の放送日時に先行裏送りネットとした（当然のことながら後続の『徹子の部屋』も朝日放送に限り臨時に後刻に遅れネットとなる）。これは現在放送している『DAIGOも台所〜きょうの献立何にする?〜』でもまったく変わっていない。

## 補足
- 1985年秋から複数社提供になった。
- また、現在の後続番組枠にあたる『上沼恵美子のおしゃべりクッキング』でヒッチハイクCMを2008年3月末まで流していたメガネの愛眼のCMは当初、この番組にてカウキャッチャーとして流れていた。
- 1社提供時のエンディングの提供クレジットは、オープニングの様にブルーバックに「提供（当社のシンボル（乳牛）マーク）牛乳石鹸」と表示するのではなく、「提供」の下に同社の看板主力商品である「赤箱」のパッケージを表示していた（画面下で「シャボン玉プレゼント　終」も表示されていたが、いわゆるジェスチャー扱い）という凝った演出をしていた（それで「提供 牛乳石鹸」を表現するものであり、かつエンドカードと一体化したわずか5秒間の簡略型だった）。提供読みは、朝日放送の女子アナの声で「牛のマークの牛乳石鹸がお送りいたしました。」であった。

## スタッフ
- プロデューサー：石田健一郎
- ディレクター：松田安啓、市川寿憲ほか
- 構成：小野寺真、檀上茂、松本俊介
- 音楽：小坂務、中村啓二郎、たかしまあきひこ
- 技術協力：東通
- 技術（TD）：小川宏充
- 美術：東通美術
- 制作協力：第一プロダクション
- 制作著作：朝日放送

制作クレジットのあと、画面右下には「シャボン玉プレゼント　明日もまた（もしくは来週もまた、来年もまた）」とテロップ表示していた。